# 2-Chlor-4-nitrotoluol
2-Chlor-4-nitrotoluol ist eine chemische Verbindung des Chlors aus der Gruppe der aromatischen Nitroverbindungen.

## Gewinnung und Darstellung
2-Chlor-4-nitrotoluol kann durch Chlorierung von 4-Nitrotoluol in Gegenwart eines Friedel-Crafts-Katalysators gewonnen werden.

## Eigenschaften
2-Chlor-4-nitrotoluol ist ein brennbarer, schwer entzündbarer, kristalliner, gelblicher Feststoff mit schwach aromatischem Geruch, der praktisch unlöslich in Wasser ist. Er zersetzt sich bei Erhitzung, wobei unter anderem Chlorwasserstoff entsteht.

## Verwendung
2-Chlor-4-nitrotoluol wird als Zwischenprodukt zur Herstellung anderer chemischer Verbindungen (zum Beispiel Ethacridinlactat) verwendet.